# Římskokatolická farnost Blažejov
Římskokatolická farnost Blažejov je zaniklým územním společenstvím římských katolíků v rámci jindřichohradeckého vikariátu českobudějovické diecéze.

## O farnosti

### Historie
Plebánie v Blažejově vznikla v roce 1359. Později zanikla. Farnost byla znovu zřízena v roce 1888. Ve 20. století přestal být do Blažejova ustanovován sídelní duchovní správce. Dne 31.12.2019 farnost zanikla. Právním nástupcem je Římskokatolická farnost Strmilov.

### Současnost
Farnost je administrována z Jindřichova Hradce.
| Kostel             | Místo         | Bohoslužba             | Bohoslužba             | Poznámka            |
| ------------------ | ------------- | ---------------------- | ---------------------- | ------------------- |
| Kostel sv. Alžběty | Blažejov      | sudý pátek             | 17.00                  | bývalý farní kostel |
| Kaple              | Hospříz       | neslouží se pravidelně | neslouží se pravidelně | obecní kaple        |
| Kaple              | Malý Ratmírov | neslouží se pravidelně | neslouží se pravidelně | obecní kaple        |
| Kaple              | Oldřiš        | neslouží se pravidelně | neslouží se pravidelně | obecní kaple        |